# Žljezdasti pajasen
Žljezdasti pajasen (bogač, rajsko stablo, kiselo drvo, rusovina, božje drvo, jelš, smrdelj, pajasen; Ailanthus altissima), listopadno drvo iz porodice gorkuničevke (Simaroubaceae), jedno od sedam priznatih vrsta u rodu Ailanthus. Porijeklom je iz sjeverne Kine, a u Europu ga je 1751. godine uvezao francuski isusovac Pierre Nicolas Le Chéron d'Incarville. Ova invazivna vrsta smatra se agresivnom i opasnom jer pogubno djeluje na domaću floru zbog toksina iz listova i izlučevina korijena koje otežavaju rast brojnim drugim biljnim vrstama. Danas je raširen po svim kontinentima osim Antarktike, a ima ga i na jadranskim otocima.

## Opis
Biljka je dvodomna (muško i žensko stablo), a razmnožava se i nespolno tjeranjem izdanaka iz korijena.
Kiselo drvo naraste do 30 ili 40 metara visine. Razgranato je, kora debla je siva s uzdužnim bijelim prugama, listovi su dugi 40 – 60 cm a peteljka 7 – 13 cm. Cvjetovi sitni i neugledni, žućkaste boje. Muški cvjetovi imaju 10 prašnika koji vonjaju na mačju mokraću. Otrovom ailantonom koji se nalazi u kori i lišću inhibira rast drugih biljaka u blizini.

## Svojstva i uporaba
Žljezdasti pajasen se sadi kao ukrasno stablo. Koristi se za proizvodnju tkanine od grublje vrste svile, šantung svile. Drvo je dobro gorivo. Medonosna je biljka.
U tradicionalnoj kineskoj medicini ima raširenu primjenu, no nema znanstvenog dokaza da ima ikakav utjecaj na ijednu bolest čovjeka. Kora sadrži kvasin, saponin te ailanton koji ima značajan herbicidni učinak. 

## Sprječavanje širenja
Kao najbolja metoda spominje se korištenje herbicida glifosata. U Americi se eksperimentira s biološkom kontrolom ove invazivne vrste uz pomoć insekta Eucryptorrhynchus brandti.
Najuspješnija, po okoliš neinvazivna metoda istrebljenja je zahtjevna, kako vremenski, tako i uloženim radom:
- pilanje svih plodnih ženskih stabala i uklanjanje sjemena

Svaka odgoda ili pogrešno odlaganje sjemena višestruko uvećava rizik od razmnožavanja pajasena sljedećih godina. Sakupljeno sjeme je potrebno spaliti ili ostaviti da istrune u plastičnoj ambalaži na suncu.
- čupanje i iskopavanje

Čupaju se svi pajaseni koje se može izvući iz zemlje. Pogodno vrijeme je bilo koje doba godine, čak i prosinac, siječanj i veljača kad su stabla potpuno gola. Pri čupanju treba pokušati izvući čim veći dio korijena. To je relativno lagana metoda jer se najveći dio korijena pruža paralelno sa zemljom na dubini od 10 – 25 cm. Međutim, ako korijen pukne, iz njega će niknuti novi pajasen koji treba ukloniti čim prije.
- rezanje ili piljenje do kraja kolovoza

Reže se ili pili na visini od 60-100 cm da ostane golo deblo. Na taj način je omogućeno izbijanje novih izboja na deblu koji istovremeno uzrokuju iscrpljivanje korijena.
- redovno skidanje novih izboja

Svaka dva do tri tjedna poskidaju se svi novi izboji čime se dodatno iscrpljuje korijen što ga onemogućuje u njegovom širenju i izbacivanju novih izboja.
- Piljenje stabla uz upotrebu herbicida od početka listopada.

Stablo se odsiječe ili prepila što bliže zemlji. Ako je stablo deblje, dostupni dijelovi korijena se prerežu, premažu herbicidom i povežu plastičnom navlakom. Svakih nekoliko tjedana tretirana mjesta se obilaze te čupanjem i iskapanjem korijenja uklanja novoiznikle mladice koje mogu niknuti iz novog ili pak starog, dotad neaktiviranog sjemena, kao i iz zaostalog komadića korijena.

## Podvrste
- Ailanthus altissima var. sutchuenensis (Dode) Rehder & E.H.Wilson
- Ailanthus altissima var. tanakae (Hayata) Kaneh. & Sasaki

## Sinonimi
- Ailanthus altissima var. altissima
- Ailanthus altissima var. erythrocarpa (Carrière) Rehder
- Ailanthus altissima f. erythrocarpa (Carrière) Rehder
- Ailanthus altissima var. leucoxyla B.C.Ding & T.B.Chao
- Ailanthus altissima var. microphylla B.C.Ding & T.B.Chao
- Ailanthus altissima var. pendulifolia (Dippel) Rehder
- Ailanthus altissima f. pendulifolia (Dippel) Rehder
- Ailanthus altissima var. ramosissima B.C.Ding & T.B.Chao
- Ailanthus altissima f. rubra (H.Jaeger) Geerinck
- Ailanthus cacodendron (Ehrh.) Schinz & Thell.
- Ailanthus erythrocarpa Carrière
- Ailanthus esquirolii H.Lév.
- Ailanthus giraldii Dode
- Ailanthus giraldii var. duclouxii Dode
- Ailanthus glandulosa Desf.
- Ailanthus glandulosa var. erythocarpa (Carrière) Mouill.
- Ailanthus glandulosa f. erythocarpa (Carrière) C.K.Schneid.
- Ailanthus glandulosa f. pendulifolia Dippel
- Ailanthus glandulosa var. pendulifolia (Dippel) Carrière ex Rehder
- Ailanthus glandulosa f. rubra (H.Jaeger) Dippel
- Ailanthus glandulosa var. spinosa M.Vilm. & Bois
- Ailanthus japonica K.Koch
- Ailanthus japonica Dippel
- Ailanthus peregrina (Buc'hoz) F.A.Barkley
- Ailanthus pongelion J.F.Gmel.
- Ailanthus procera Salisb.
- Ailanthus rhodoptera F.Muell.
- Ailanthus rubra H.Jaeger
- Ailanthus sinensis Dum.Cours.
- Ailanthus vilmoriniana Dode
- Ailanthus vilmoriniana var. henanensis J.Y.Chen & L.Y.Jin
- Albonia peregrina Buc'hoz
- Choerospondias auriculata D.Chandra
- Pongelion cacodendron (Ehrh.) Farw.
- Pongelion glandulosum (Desf.) Pierre
- Pongelion vilmorinianum (Dode) Tiegh.
- Rhus cacodendron Ehrh.
- Rhus sinensis Houtt.
- Toxicodendron altissimum Mill.

## Vanjske poveznice
- Opis na Delivering Alien Invasive Species Inventories for Europe ne web stranici europe-aliens.org
- Invazivne vrste u Hrvatskoj

- kora debla
- listovi
- pupovi
- stablo
- stablo
- listovi